# 張瓊
張 瓊（ちょう けい、生年不詳 - 537年）は、北魏末から東魏にかけての軍人。字は連徳。本貫は代郡。

## 経歴
北魏に仕えて盪寇将軍となり、朔州征虜府外兵参軍となった。葛栄の乱に参加し、葛栄が敗れると、爾朱栄の下で都督となった。元顥を討って功績を挙げ、汲郡太守に任じられた。建明元年（530年）、東道慰労大使となり、行唐県子に封ぜられた。太尉長史に転じ、河内郡太守として出向し、済州刺史に任じられた。普泰年間、南清河郡を置くよう請願した。永熙2年（533年）、爾朱兆が敗れると、張瓊は高歓に帰順し、汾州刺史に転じた。驃騎大将軍・儀同三司の位を受けた。東魏の天平3年（536年）3月、高歓が夏州を攻略すると、張瓊は慰労大使となり、夏州に駐屯した。天平4年（537年）10月、高歓が沙苑の戦いで西魏の宇文泰に敗れると、張瓊は夏州刺史の許和に殺害され、許和は夏州の地ごと西魏に降った。張瓊は使持節・燕恒雲朔四州諸軍事・大将軍・司徒公・恒州刺史の位を追贈された。

## 子女
子に張歓・張遵業があった。張歓は北魏の平陽公主を妻とし、駙馬都尉・大将軍・開府儀同三司・建州刺史に任じられ、南鄭県伯に封じられた。張遵業は安西将軍・建州刺史となり、侯景に捕らえられた。侯景が敗れると、渦陽で殺害された。

## 伝記資料
- 『北斉書』巻20 列伝第12
- 『北史』巻53 列伝第41